# 斯瓦利亞夫卡
48°40′8″N 22°49′47″E / 48.66889°N 22.82972°E
斯瓦利亞夫卡（烏克蘭語：Свалявка）是烏克蘭西部的村莊，隸屬外喀爾巴阡州的烏日霍羅德區。該村面積6.58平方公里，海拔高度338米，2001年該村落人口162。